# Mikałaj Busieł
Mikałaj Dzmitryjewicz Busieł (biał. Мікалай Дзмітрыевіч Бусел, ros. Николай Дмитриевич Бусел, Nikołaj Dmitrijewicz Busieł; ur. 1 sierpnia 1930 we wsi Radkou) – białoruski inżynier samochodowy, specjalista budowy maszyn i polityk, członek Partii Komunistów Białoruskiej, deputowany do Rady Najwyższej Republiki Białorusi XIII kadencji.

## Życiorys

### Młodość i praca
Urodził się 1 sierpnia 1930 roku we wsi Radkou, w Białoruskiej SRR, ZSRR. W 1956 roku ukończył Bobrujskie Technikum Drogowe, w 1960 roku – Białoruski Państwowy Instytut Politechniczny. W latach 1956–1963 pracował jako mistrz, starszy mistrz, inżynier konstruktor, główny inżynier w Borysowskich Zakładach Naprawy Samochodów. W latach 1963–1969 był przewodniczącym Borysowskiego Miejskiego Komitetu Kontroli Państwowej, II sekretarzem Borysowskiego Komitetu Miejskiego Komunistycznej Partii Białorusi. W latach 1969–1970 pełnił funkcję głównego inżyniera w Borysowskich Zakładów Pomp Hydraulicznych i Układów Wspomagania. W latach 1970–1993 pracował jako dyrektor Borysowskich Zakładów Elektrotechnicznych Oprzyrządowania Samochodowo-Traktorowego. Od 1993 roku pełnił funkcję dyrektora generalnego tych zakładów. W 1995 roku był członkiem Partii Komunistów Białoruskiej.

### Działalność parlamentarna
W drugiej turze uzupełniających wyborów parlamentarnych 10 grudnia 1995 roku został wybrany na deputowanego do Rady Najwyższej Republiki Białorusi XIII kadencji z borysowskiego-południowego okręgu wyborczego Nr 181. 19 grudnia 1995 roku został zarejestrowany przez centralną komisję wyborczą, a 9 stycznia 1996 roku zaprzysiężony na deputowanego. Od 23 stycznia pełnił w Radzie Najwyższej funkcję członka Stałej Komisji ds. Budżetu, Podatków, Banków i Finansów. Należał do frakcji komunistów. Od 3 czerwca był członkiem grupy roboczej Rady Najwyższej ds. współpracy z parlamentem Ukrainy. 27 listopada 1996 roku, po dokonanej przez prezydenta Alaksandra Łukaszenkę kontrowersyjnej i częściowo nieuznanej międzynarodowo zmianie konstytucji, nie wszedł w skład utworzonej przez niego Izby Reprezentantów Zgromadzenia Narodowego Republiki Białorusi I kadencji. Zgodnie z Konstytucją Białorusi z 1994 roku jego mandat deputowanego do Rady Najwyższej zakończył się 9 stycznia 2001 roku; kolejne wybory do tego organu jednak nigdy się nie odbyły.

## Odznaczenia
- Dwa Ordery Czerwonego Sztandaru Pracy (ZSRR; 1976, 1986)[1];
- Zasłużony Specjalista Budowy Maszyn Białoruskiej SRR (1980)[1];
- Nagroda Państwowa Białoruskiej SRR (1988)[1];
- dwukrotna Nagroda Radzieckich Związków Zawodowych im. Busygina[1].

## Życie prywatne
Mikałaj Busieł ma żonę i dwoje dzieci. Jest prawosławny.